# Амонити
 Тази статия е за мекотелите.  За взривните вещества вижте Амонит.  За древния народ вижте Амон (държава).
Амонитите (Ammonoidea) са изчезнал подклас Мекотели от клас Главоноги.  с многокамерна спираловидна черупка с диаметър от няколко сантиметра до 2 метра. Животното е обитавало последната камера, а останалите изпълнени с газ, играели роля на плавателен апарат. Благодарение на широкото им географско разпространение и бързата им еволюция амонитите са ръководни вкаменелости за установяване геоложката възраст на утайките.

## История
Амонитите се появяват през силура, достигат максимално развитие през мезозоя и изчезват в края на същата ера. Носят името на египетския бог Амон заради спиралната си форма.